# تشهار جشمة (كليائي)
تشهار جشمة (بالفارسية: چهارچشمه) هي قرية تقع في إيران في قسم کلیائي الريفي. يقدر عدد سكانها بـ 58 نسمة بحسب إحصاء 2016.